# 七里圭
七里 圭（しちり けい、1967年 ‐ ）は、日本の映画監督、脚本家。早稲田大学卒。

## 来歴
東京都で生まれ、中学と高校の頃は愛知県名古屋市で育つ。
名古屋市立菊里高等学校時代の8ミリ映画『時を駆ける症状』が、1985年度ぴあフィルムフェスティバルで大島渚の推薦により入選。
早稲田大学在籍時はシネマ研究会に所属し、在学中から映画の現場で働き始める。
約10年間、廣木隆一、鎮西尚一、西山洋市らの助監督を務める。
山本直樹原作の『のんきな姉さん』（2004年）で、劇場デビュー。
『マリッジリング』（2007年）のような商業映画を監督する一方で、声と気配で物語をつづる異色の作品『眠り姫』（2007年）を自主制作・配給。
建築家と共作した『DUBHOUSE 物質試行52』（2012年）が国際的な評価を受ける。
「音から作る映画」プロジェクト（2014～2018年）など実験的な映画制作、映像パフォーマンスも手掛ける。
2003年から2016年まで、TBS『THE世界遺産』の構成作家を務めた。
2017年山形国際ドキュメンタリー映画祭インターナショナル・コンペティション審査員。
2019年より多摩美術大学非常勤講師。

## 作品

### 映画
- のんきな姉さん（2004年） - 監督・脚本
- 犬と歩けば チロリとタムラ（2004年） - 脚本
- L'amant ラマン（2005年） - 脚本
- ホッテントットエプロン―スケッチ（2006年） - 監督
- 眠り姫（2007年／2016年サラウンドリマスター版） - 監督・脚本
- マリッジリング（2007年） - 監督
- 映画としての音楽（2014年） - 監督
- ドキュメント・音から作る映画（2015年）‐ 監督
- Music as film（2016年） - 監督
- サロメの娘 アナザサイド( in progress )（2016年） - 監督
- アナザサイド サロメの娘 remix（2017年） - 監督
- あなたはわたしじゃない　サロメの娘 ディコンストラクション（2018年） - 監督
- 背　吉増剛造×空間現代（2022年） - 監督

### 短編映画
- 時を駆ける症状（1985年） - 監督
- Untitled for Cindy（2003年、室内楽団カッセ・レゾナント委嘱による映像作品） - 監督
- 夢で逢えたら（2004年） - 監督
- once more（2008年、オムニバス映画『TOKYO!』所収『シェイキング東京』のメイキング） - 監督
- DUBHOUSE 物質試行52（2012年、建築家鈴木了二との共作） - 監督
- To the light 1.0、2.0、2.1（2014年） - 監督
- 入院患者たち（2018年） - 監督
- 透馬のこと（2018年） - 監督
- Necktie（2019年） - 監督・脚本
- La Boussole（2021年）- 監督
- The Strange Library（村上春樹ライブラリーイメージ映像）（2021年）- 監督
- The cleaning lady after 100 years : Spectre（2022年）- 監督

### テレビドラマ
- 七瀬ふたたび（1998年、テレビ東京、第9話・第10話） - 監督・脚本

### オリジナルビデオ
- 人妻35才／未亡人22才（1997年） - 監督（ピチリ・K 名義）
- 独房X（新任女刑務官 檻の中の花芯）（1998年） - 監督

### ミュージック・ビデオ
- Aspen / クラムボン（2010年） - 監督

### パフォーマンス
- 清掃する女（2019年）- 演出